# Our Songs
Our Songs(아워 송즈)는 Buono!의 통산 10번째 싱글이다. 2010년 2월 3일 발매했다. 유통사는 포니 캐년이다.

## 개요
- 첫회 한정반은 CD와 DVD(Our Songs & 3rd Album / We are Buono! 쟈켓 촬영 메이킹), 통상반은 CD의 각 구성이 되고 있다.첫회 한정반과 통상반(첫회 생산분)에는, 이벤트 참가 추첨 일련 번호 카드와 Buono! 오리지널 트레이딩 카드(첫회·통상 도안별)가 봉입.

## 수록곡
1. Our Songs
(작사：미우라 요시코　작곡：층쿠♂　편곡：니시카와 스스무)
《캐릭캐릭 체인지》의 닫는 곡(2010년 1월~3월).
2. MIRACLE HAPPY LOVE SONG
(작사：C.Piece　작곡·편곡：AKIRASTAR)
3. Our Songs (Instrumental)
4. MIRACLE HAPPY LOVE SONG (Instrumental)